# Европейский маршрут E66
Европейский маршрут E66 — европейский автомобильный маршрут от Фортеццы, Италия, до Секешфехервара, Венгрия, общей длиной 650 км. Трасса соединяет Альпы и Среднедунайскую низменность.

## Маршрут
- Италия
  - SS49: Фортецца — Сан-Кандидо — Прато-алла-Драва
- Австрия
  - Трасса 100: Амбах — Лиенц — Шпитталь
  - А10: Шпитталь — Филлах
  - А2: Филлах — Клагенфурт — Грац — Фюрстенфельд
  - Трасса 65: Фюрстенфельд — Хайлигенкройц (Лафницталь)
- Венгрия
  - Трасса M8: Сентготтхард — Веспрем — Секешфехервар